# 연구개 방출음
연구개 방출음(軟口蓋放出音)은 자음의 하나로, 연구개에서 조음하는 방출음이다. IPA 기호는 kʼ이다.
듣기:

## 발음의 예
- 하우사어: ƙ에서 이 소리가 난다.
- 나바호어, 케추아어족: k'에서 이 소리가 난다.
- 조지아어: კ에서 이 소리가 난다.
- 오로모어, 월라이타어: q에서 이 소리가 난다.
- 암하라어: ቀ, ቁ, ቂ, ቃ, ቄ	, ቅ, ቆ, ቈ, ቊ, ቋ, ቌ, ቍ의 첫소리에서 이 소리가 난다.